# Abdellah Bidane
Abdellah Bidane (19 de agosto de 1967) é um ex-futebolista profissional marroquino, que atuava como defensor.

## Carreira
Abdellah Bidane fez parte do elenco da segunda partição da Seleção Marroquina de Futebol na Copa do Mundo de 1986. 